# A Modern Enoch Arden (film 1916)
A Modern Enoch Arden è un cortometraggio muto del 1916 diretto da Charles Avery e da Clarence G. Badger, qui alla sua seconda regia. La storia è tratta liberamente da Enoch Arden, il poema di Alfred Tennyson pubblicato nel 1864.

## Produzione
Il film fu prodotto da Mack Sennett per la Keystone Film Company. Sennett compare nei titoli anche come supervisore della Triangle Film Corporation, la casa di produzione di cui la Keystone faceva parte.

## Distribuzione
Il copyright del film, richiesto dalla Triangle Film Corp., fu registrato nel gennaio 1916  con il numero LP8838 LU7530.
Il film - un cortometraggio in due bobine - uscì nelle sale cinematografiche degli Stati Uniti il 16 gennaio 1916, distribuito dalla Triangle Distributing.
Non si conoscono copie ancora esistenti della pellicola che viene considerata presumibilmente perduta.